# Rosenholm Slot
Rosenholm Slot er en herregård på Djursland lidt nord for Hornslet, 25 km nordøst for Aarhus. Hovedbygningen regnes blandt de prægtigste og mest maleriske danske herregårde. Siden grundlæggelsen i 1559 har Rosenholm været i adelsslægten Rosenkrantz' besiddelse, og herregården er Danmarks ældste slægtsgård. I dag tilhører hovedbygning og park en familiefond, der ledes af medlemmer af slægten. Stedet blev for alvor landskendt, da herregården dannede ramme om Danmarks Radios tv-julekalender Jul på Slottet.

## De ældste tider
Som hovedgård kan Rosenholm i kilderne med sikkerhed føres tilbage til senmiddelalderen. Gårdens oprindelige navn ses i flere varianter som Holm, Holme eller Holmgård, der har været en meget almindeligt stednavn. I et skrift fra 1609 omtales en Hr. Byrre Slaggel til Holm, der skulle have levet omkring 1250.  Oplysningen om ham kan ikke bekræftes. Senere er gården kommet i slægten Peetz' (Petz) besiddelse. I et dokument om jordhandel i 1416 omtales ridderen Anders Peetz som ejer af gården. Slægten Peetz besad gården til begyndelsen af 1500-tallet, hvor Laurids Peetz' enke skødede gården til sin svigersøn Peder Krabbe. Gården Holms udseende og placering er ikke klarlagt. Der er fundet bjælkerester og en del munkesten på en mark ca. 300 m nordøst for den nuværende hovedbygning, og de kan være rester af den middelalderlige herregård. Ved udgravninger i 1930'erne i hjørnet af den nuværende borggård fandtes et kraftigt fundament i kampesten, som ikke synes at have forbindelse til det nuværende bygningsanlæg. Måske er det spor efter den oprindelige hovedbygning.   

## Rosenholm grundlægges
I 1516 kom Holm ind under Århus Bispestol, hvorfor gården ved reformationen som alt andet kirkeligt jordegods blev inddraget under kronen. Kong Frederik II ønskede imidlertid at skabe et mere sammenhængende krongods omkring Skanderborg Slot, hvorfor han i 1559 mageskiftede Holm med tilhørende gods til adelsmanden Jørgen Ottesen Rosenkrantz (1523-1596), mod at kongen fik dennes jordbesiddelser på Odder-kanten. Jørgen Rosenkrantz havde i 1552 oprettet hovedgården Skabygård (Skaføgård) ca. 7 km nordøst for Holm. Men denne gård lå ikke centralt i hans jordbesiddelser, hvorfor Holm straks efter overtagelsen blev omdøbt til Rosenholm. Samme år indledtes de første bygge- og gravearbejder.

## Bygningshistorien
Jørgen Rosenkrantz anlagde Rosenholm som et meget vidtstrakt bygningskompleks. Der blev udgravet mange voldgrave, så der skabtes tre øer (holme). På den første opførte han hovedbygningen, på den anden staldgården med plads til heste, tjenesteboliger m.m. Sammenbygget med denne lå havepavillonen "Pirkentavl", se nedenfor. På den tredje lå ladegården, hvor godsets dyrehold af kreaturer, svin etc. havde til huse. 
Selve hovedbygningen består af fire fløje, sammenbygget omkring en trapezformet borggård. Man byggede én fløj ad gangen, så byggeriet varede et halvt århundrede.

### Østfløjen og Pirkentavl
Ældst er østfløjen, der umiddelbart i anlægstype minder lidt om samtidige herregårde som Borreby, Hesselagergård og Egeskov: En enkelt fløj med runde hjørnetårne på østsiden. Alligevel er Rosenholm markant anderledes, da vestsiden på denne fløj udførtes med en åben loggia i form af en søjlegang inde i huset. Hele husets inspiration er italiensk. Således også gavlene, som kun findes tilsvarende i Danmark på Frederik II's ankersmedje, senere ombygget til Holmens Kirke. Huset har heller aldrig haft skydeskår eller andre forsvarsmæssige indretninger, men er udelukkende tænkt som en adelsmands pragtbolig. Østfløjen er således banebrydende i dansk herregårdsarkitektur. Anlægget stod med kun en enkelt fløj i ca. et årti. 
Samtidig med opførelsen af Østfløjen opførtes en havepavillion kaldet Pirkentavl. Den er opkaldt efter et brætspil og er Danmarks ældste bevarede havehus og en de tidligste "rene" renæssancebygninger i Danmark. I en senere tid har man moret sig med at udnævne det lille hus til "Jyllands første universitet", da man fejlagtigt forestillede sig, at det lille hus dannede ramme om Holger Rosenkrantz' skole for unge mænd, se mere herom nedenfor. 

### Vestfløjen
Den anden fløj, der opførtes, var en parallelfløj til den første: Vestfløjen, også kaldet Portfløjen. Der opføres altså et selvstændigt hus uden forbindelse til den gamle hovedfløj. Sådanne parallelanlæg var almindelige tidligere. Et bevaret eksempel er herregården Damsbo på Fyn. Rosenholms vestfløj er klart inspireret af fransk renæssancearkitektur med en stærk leddeling af huset. Fløjen består egentlig af fem huse: To høje endepavilloner, to lavere midterfløje og i midten et højt porttårn med kobberbeklædt spir. På pavillonerne er anvendt samme type gavle som til østfløjen, hvilket er med til at binde huset sammen. Modsat østfløjen, som er funderet med brændte teglsten direkte på sandgrunden, har Vestfløjen en solid sokkel i granitkvadre. Her er der anvendt genbrugsmaterialer fra nedbrudte kirker. Således kan man i kælderstokværket tælle 22 romanske vinduesoverliggere hidrørende fra kirker. En gennemsnitlig romansk landsbykirke havde ca. syv vinduer, hvorfor der mindst indgår materialer fra tre kirker i Rosenholms murværk. Til at ramme porten ind til slotsgården er der genanvendt karmsten, ligeledes fra en romansk kirke. Inde i slotsgårdens midte ses desuden en romansk døbefont genanvendt som blomsterkumme. Endelig er der i det førnævnte lysthus Pirkentavl samt i den nedenfor omtalte nordfløj indmuret sten med udhugne billeder.

### Nordfløjen
Det upraktiske arrangement med to selvstændige fløje bestod i ca. et årti. Men omkring 1580 valgte Jørgen Rosenkrantz at føje dem sammen ved opførelsen af Nordfløjen. Bygningen her adskiller sig klart fra de to ældre fløje. Den er kun i to stokværk: en høj kælder og stueplan. Ind mod borggården har bygmesteren givet den et særligt præg – et muret bånd udført i et mønster, der minder om sildebensmønster. Med en fransk betegnelse kalder man sammenfletningen for "entrelac". Denne udsmykning er med til at datere fløjen, for det samme mønster ses på naboherregården Skaføgård, som Jørgen Rosenkrantz ifølge en kortfattet selvbiografi lod opføre  1579-82. Det er rimeligt at slutte, at både bygmester og tidspunkt for opførelsen har været sammenfaldende for Skaføgård og Rosenholms nordfløj. Efter opførelsen af denne fløj var Rosenholm som anlæg noget forstyrret. Anlæggets symmetri var nu helt forsvundet.

### Sydfløjen
Dette forhold blev først nogenlunde genoprettet, da sønnen, Holger Rosenkrantz (1574-1642), opførte Sydfløjen ca. 1610. Den er den mest anonyme med kun få udsmykninger. Det kan til dels skyldes, at navnlig denne fløj gennemgik store ombygninger i senere tider. Med opførelsen af Sydfløjen var huset fuldendt. Som Rosenholm fremstår, er det ikke et fuldendt eksempel på renæssance-arkitektur. Symmetrien var ikke afgørende for de tidlige danske renæssancehuse, så begrebet "gotisk renæssance" er mere dækkende for byggestilen.

## De første Rosenkrantzer på Rosenholm
Bygherren Jørgen Ottesen Rosenkrantz var ikke en almindelig adelsmand. Han sad i rigsrådet gennem fire årtier og endte sin politiske karriere som leder af formynderregeringen for den unge Christian 4. Rosenkrantz var derfor Danmarks egentlige politiske leder 1594-96. Sønnen Holger Rosenkrantz var ligeledes rigsråd. Men han er især kendt som en af de største begavelser, Danmark nogensinde har haft. Hans livsgerning var de teologiske studier. På Rosenholm samlede han en berømt bogsamling på adskillige tusinde bind, som blev spredt for alle vinde under 1600-tallets krige og en bogauktion i 1682. På Rosenholm drev han en skole for unge mænd i en årrække. Ikke blot fik Holger Rosenkrantz sendt mange af vennernes og slægtninges børn til opdragelse, men også en række borgerlige fik en uddannelse på Rosenholm. Skolen nåede at have ca. 70 elever over en ca. tyveårig periode. En senere romantisk forestilling om, at skolen hørte hjemme i havepavillionen Pirkentavl i parken, er ikke rigtig. Skolen havde hjemme på slottet. 
Tredje generation var Erik Rosenkrantz (1612-81), der ikke blot forøgede godset gennem hele tre fordelagtige ægteskaber, men tillige gjorde sig bemærket som alkymist. Som ejer af Rosenholm fulgtes han først af sin enke, den skånske adelsdame Margerethe Krabbe (datter af Iver Krabbe), dernæst af en datter og datterdatter. 

## Stamhuset Rosenholm
I 1727 overtog Eriks og Margerethe Krabbes søn Iver Rosenkrantz (1674-1745) Rosenholm. Han blev ligesom talrige forfædre en højt betroet embedsmand. I 1730 udnævntes han til stats- og udenrigsminister. På Rosenholm huskes han for den kraftige modernisering af interiørerne. Han havde som embedsmand haft bolig i København i et palæ på Slotsholmsgade, men da han blev pensioneret i 1740, solgte han palæet for at tilbringe sin alderdom på sine godser. Rosenholm havde nu 150 år på bagen, hvorfor en modernisering var nødvendig. I det ydre bevarede huset stort set sit udseende, men det indre blev ombygget i barokstil. Fløjdøre i egetræ, prægtige gobeliner og gyldenlæderstapeter, kaminer med udhugne våbenskjolde og meget mere blev indbygget i huset. På væggene ophængtes en fornem portrætsamling af både slægtens medlemmer og kongefamilien. Arkitekten bag moderniseringen kan være hofbygmester Laurids de Thurah . Iver Rosenkrantz var desuden en passioneret haveelsker og lod anlægge en park efter barokkens forskrifter med lindealleer, bøgehække etc. Som kronen på værket lod han i 1744 oprette Stamhuset Rosenholm, hvis erektionspatent påbød, at Rosenholm skulle nedarves udelt af den ældste søn i den næste generation.

## Forfald og genopretning
Paradoksalt gik Rosenholm straks efter den store restaurering grumme tider i møde. Ivers søn Frederik Christian Rosenkrantz brød sig ikke om Rosenholm. Han kom der sidste gang i 1749. Herefter var slottet lukket af helt frem til hans død i 1802. Da hans eneste søn Iver Rosenkrantz-Levetzau var død i 1787 skulle Rosenholm i henhold til ovennævnte stamhuspatent arves af en fjern slægtning, Iver baron Rosenkrantz til Willestrup. Da Frederik Christian mildt sagt ikke brød sig om sin påtvungne arving, undlod han sandsynligvis med vilje at vedligeholde Rosenholm. Forfaldet var så slemt, at ejerne i begyndelsen af 1800-tallet gik med planer om at nedrive slottet. Efter statsbankerotten i 1813 fik baronerne tillige problemer med at betale skatterne. Da lensbaron Hans Henrik Rosenkrantz overtog stamhuset i 1831, var der ikke betalt skat i 14 år! Men alligevel formåede han at få stedet på fode igen. Bortsalget af fæstegodset gav store engangsindtægter, som blev anvendt på restaurering af slottet samt opførelse af en ny avlsgård i 1860'erne. Disse arbejder blev gennemført under ledelse af arkitekt Carl Lange. Ved Hans Henrik Rosenkrantz' død arvedes stamhuset af den kun 9-årige sønnesøn, lensbaron Hans Rosenkrantz (1870-1936). I hans barn- og ungdom blev Rosenholm styret af en administration, men i 1896 overtog Hans Rosenkrantz selv driften. Han fortsatte bedstefaderens forbedringsarbejder, nu med Axel Berg som arkitekt. I disse år rekonstrueredes spiret på porttårnet, Staldgården foran hovedbygningen blev nedrevet og herskabsstalden opført. Hans Rosenkrantz giftede sig 1899 med komtesse Christiane Wedell-Wedellsborg, og i tiden derefter blev der ført stort hus i den engelske stil på Rosenholm. I sine senere år anvendte Hans Rosenkrantz kun Rosenholm som sommerbolig, da hans hverv som landbrugskyndig nationalbankdirektør og forstander på Herlufsholm Kostskole gjorde, at han måtte bosætte sig ved København.

## Rosenholm splittes
Ved Hans Rosenkrantz' død i 1936 var arveforholdene særdeles komplicerede. Stamhuset Rosenholm blev nedlagt i 1921 i henhold til lensafløsningen fra 1919. Ved den lejlighed måtte godset afgive en del jord til udstykning, betale en større pengeafgift til staten samt oprette en successorfond, der skulle tilfalde den ældste søn ved det næste arveskifte. I praksis var successorfonden dog en prioritet i godset. Hans Rosenkrantz efterlod sig fire sønner, der nu var ligestillet i forhold til arven. Den ældste søn Jørgen, der var svækket af muskelsvind, ønskede ikke at overtage godset, men successorfonden tilfaldt ham. Hans yngre broder Holger forsøgte at overtage stedet, men grundet krisen i landbruget i 1930'erne var det umuligt at udrede pengene til de øvrige arvinger. Efter næsten 400 år i slægtens eje måtte han give op. I 1938 frasolgtes Rosenholmskovene på 548 tønder land, Balskov med Hestehave (Skrald Skov) på 350 tønder land, Rosenholm Avlsgård på 515 tønder land og endelig tørvemoserne og engene på ca. 300 tønder land. Til alt held lykkedes det alligevel at bevare hovedbygningen og parken på Rosenkrantz-slægtens hænder. Hans Rosenkrantz' hustru af første ægteskab, lensbaronesse Christiane Rosenkrantz (født komtesse Wedell-Wedellsborg), havde måttet fraflytte Rosenholm ved parrets skilsmisse i 1920. Men hendes kærlighed til slottet var intakt, og for egne midler erhvervede hun slottet med parken og Gammel Dyrehave, i alt ca. 50 tdr. land. Da der også var risiko for at slottets dyrebare inventar skulle blive bortauktioneret, valgte Frederiksborgmuseet, støttet økonomisk af Carlsbergfondet, at opkøbe en stor del af den unikke samling. Det blev besluttet, at hovedparten skulle forblive deponeret fast på Rosenholm, som til gengæld skulle være åbent for offentligheden. Dog blev et stort antal portrætter, nogle møbler samt en del mindre genstande overført til Frederiksborgmuseet i Hillerød. Det blev  anledningen til, at Rosenholm som en af de første herregårde i Danmark åbnede dørene for turister i sommermånederne. Slottet var dog fortsat beboet frem til lensbaronesse Christiane Rosenkrantz' død i 1960.

## Rosenholm i dag
Efter Christiane Rosenkrantz' død overtog sønnen lensbaron Holger og svigerdatteren lensbaronesse Carin Rosenkrantz det store ansvar at drive slottet videre. Det krævede til stadighed store midler til vedligeholdelsen. Holger Rosenkrantz ønskede desuden at holde fast i traditionen, og hver sommer flyttede han ind på slottet og anvendte det som en slags sommerhus. Af praktiske årsager foretrak familien at bebo det gamle enkesæde i parken lige nord for slottet. Efter Holger Rosenkrantz' død i 1975 var hans hustru alene med driften, som hun varetog med stor kærlighed til stedet og dets historie. Carin Rosenkrantz døde 1996, og sønnen og enearvingen Christian Rosenkrantz oprettede en almennyttig fond, så det i dag er Rosenholmfonden, der ejer slottet og parken. Hermed har man forsøgt at skabe de bedst mulige betingelser for at bevare Rosenkrantz-slægtens tilknytning til slottet. Familien er repræsenteret i fondsbestyrelsen. Under slottet hører foruden parken med ca. 50 tdr. land med Herskabsstalden, Enkesædet og Gartnerhuset også det gamle fattighus i Hornslet, kaldet "Hospitalet" samt gravkrypten under Hornslet Kirke.

### Stormen 2009
Ved efterårsstormen 18. november 2009 kollapsede omkring halvdelen af den gamle kostald fra 1860 i avlsgården. Historien var meget omtalt i pressen, hvor det flere steder fejlagtigt fremgik, at det var dele af selve slottet, der var styrtet sammen. Kostalden var ikke anvendt til husdyrhold de senere år. Kollapset skete i forbindelse med en renovering af bygningen med henblik på udlejning. De sidste rester af bygningen er nu nedrevet. Kostalden blev i øvrigt sammen med avlsgården solgt fra slottet i 1937.

## Rosenholm som turistattraktion
Rosenholm var blandt de allerførste herregårde, der åbnede dørene for turister. Allerede i 1920'erne kunne kusk Jørgensen supplere sin indtægt ved at vise interesserede rundt. Det skete dog kun uden for sommermånederne, da den daværende ejer, Hans Rosenkrantz, som grundet sin stilling som nationalbankdirektør boede det meste af året i København, valgte at holde sine ferier på Rosenholm i fred uden turistbesøg. Men efter at al jordtilliggendet var solgt fra i 1937-38, blev turismen pludselig den vigtigste indtægtskilde til slottets kostbare vedligeholdelse. I de sidste 70 år har slottet været tilgængeligt på rundvisninger i sommersæsonen. Et besøg på Rosenholm i dag bringer turister rundt i de fuldt møblerede stuer og sale. Da stedet siden 1500-tallet kun har tilhørt Rosenkrantz-slægten, findes der her er en helt særegen kontinuitet. Rosenholm rummer ud over familieportrætter, pragtfulde møbler og vægtæpper desuden også en samling af maleren Arild Rosenkrantz' værker. Han var bosat på slottet fra 1940 til 1962. Hovedparten af hans kunstneriske virke havde sit omdrejningspunkt i den østrigske filosof Rudolf Steiners ideer samt i Goethes farvelære.  Desuden blev slottet brugt i filmen Ballade på Bullerborg med Ebbe Langberg og Ghita Nørby.

## Jul på Slottet
Slottet blev for alvor kendt, da Danmarks Radio i 1986 for første gang sendte julekalenderen Jul på Slottet, skrevet af Martin Miehe-Renard. Serien omhandlede en fattig konge (Morten Grunwald), hans søster rigsfrøken Fedorika (Lily Weiding), hans datter prinsesse Miamaja (Hanne Steensgaard) og jægeren/prinsen Valentin (Jens Zacho Böye). Som skurken grev Rabsenfuchs sås Waage Sandø. Igennem seks måneder i 1985 arbejdede DR på Rosenholm. Meget usædvanligt blev kun få dele af serien optaget i kulisser, hvorfor mange af slottets interiører vil være genkendelige for dem, der er fortrolige med serien.

## Rosenholm Slotskapel
Rosenholm Slotskapel er en privat kirke beliggende på Rosenholm Slot. Kirken blev indrettet 1604 af den lærde Holger Rosenkrantz. Det var et af de tidligste private huskapeller i Danmark, der ellers kun blev set på de kongelige slotte. Kirken blev indrettet i et allerede eksisterende rum i østfløjens kælder. Rummet fik indbygget hvælvinger, og blev udstyret med bænke, altertavle, prædikestol, døbefont etc. I forbindelse med en restaurering af Hornslet Kirke i 1890, hvor menigheden fra Hornslet skulle anvende kapellet på Rosenholm, blev rummet moderniseret. Vinduerne blev udvidet, gulvniveauet sænket og inventaret for en stor dels vedkommende udskiftet. Originalt er kun prædikestolen, et par stolegavle samt døbefonten. Den originale altertavle fra 1567 findes nu i slottets hovedetage.  

## Ejere af Rosenholm
- (ca. 1250?) Byrre Slaggel (?)
- (1416-1435) Anders Peetz
- (1435-1460) Anders Andersen Peetz (søn)
- (1460-1494) Laurids Andersen Peetz (bror)
- (1494-ca. 1503) Karen Nielsdatter (enke)
- (ca. 1503- ca. 1516) Peder Krabbe (svigersøn)
- (ca. 1516-1536) Århus Bispestol
- (1536-1559) Kronen
- (1559-1596) Jørgen Ottesen Rosenkrantz
- (1596-1642)  Holger Rosenkrantz "den lærde" (søn)
- (1642-1681) Erik Rosenkrantz (søn)
- (1681-1716) Fru Margrethe Krabbe (enke)
- (1716-1721) Elisabeth Rosenkrantz (Eriks datter)
- (1721-1727) Hilleborg Gyldenstierne (datter)
- (1727-1745) Iver Rosenkrantz (Eriks søn)
- (1745-1802) Frederik Christian Rosenkrantz (søn)
- (1802-1813) Iver baron Rosenkrantz (nedstammer fra Holger "den lærde")
- (1813-1817) Christian baron Rosenkrantz (søn)
- (1817-1823) Verner Theodor baron Rosenkrantz (bror)
- (1823-1825) Holger baron Rosenkrantz (bror)
- (1825-1879) Hans Henrik lensbaron Rosenkrantz (søn)
- (1879-1936) Hans Carl Oluf lensbaron Rosenkrantz (sønnesøn)
- (1936-1975) Holger Julius Frederik Knud Lavard Josef lensbaron Rosenkrantz (søn)
- (1975-1996)  Carin lensbaronesse Rosenkrantz, født Ljunglöf (enke)
- (1996-1998) Dødsboet efter Carin Rosenkrantz
- (1998-) Rosenholmfonden v/a Christian Rosenkrantz / Erik Christian baron Rosenkrantz

Ejere af Rosenholm Hovedgård (avlsgården)
- (1938-1941) Konsortium
- (1941-1943) A/S D.F.T. Århus
- (1943-1952) Peter og Harald Helles
- (1952-1980) Harald Helles (eneejer)
- (1980-) Peter Helles (søn)